# Аллейн, Брайан Джордж Кейт
Сэр Брайан Джордж Кейт Аллейн (англ. Brian George Keith Alleyne; 28 апреля 1943, Розо, Доминика, Вест-Индия) — доминикский юрист, политический и государственный деятель, дипломат, министр иностранных дел Доминики (1990—1995), генеральный прокурор, министр внутренних дел (c 1980), министр юстиции (с 1985), судья, главный (генеральный) судья Восточно-карибского верховного суда, генеральный прокурор Наветренных островов. Рыцарь-бакалавр.

## Биография
Родился в семье бывшего генерального прокурора Наветренных островов и генерального прокурора Гренады, убитого в 1974 году.
Изучал право в юридической школе Гибсона и Велдона и в Лондонской Линкольнс-Инн, в ноябре 1966 года стал барристером. В январе 1967 года принят в коллегию адвокатов Содружества Наций. Судья Б. Аллейн отличался своим неустанным служением стране и региону, своим собратьям и Закону. Его порядочность, приверженность и забота о справедливости принесли ему раннюю репутацию «адвоката бедных».
Занимался политикой. Проработал 16 лет в парламенте Доминики. После парламентских выборов 1995 года Б. Аллейн занимал пост лидера оппозиции. Был сенатором, генеральным прокурором и министром юстиции, министром внутренних дел и министром иностранных дел. Во время отсутствия тогдашнего премьер-министра Юджинии Чарлз, Б. Аллейн исполнял обязанности премьер-министра Доминики.
С 1996 года — главный (генеральный) судья Восточно-карибского верховного суда, позже — генеральный прокурор Наветренных островов. В качестве главного судьи был верховным судебным исполнителем в судах Ангильи, Антигуа и Барбуды, Британских Виргинских островов, Доминики, Гренады, Монтсеррата, Сент-Китса и Невиса, Сент-Люсии и Сент-Винсента и Гренадин.
Занимал должности вице-президента и секретаря Коллегии адвокатов Доминики, директора и вице-президента Организации ассоциаций юристов стран Карибского бассейна, директора Карибской компании по правам человека и юридической помощи.
Ныне — главный судья апелляционного суда Доминики.

## Награды
- За дипломатические успехи Китайская Республика в 1990 году наградила его Орденом Бриллиантовой звезды.
- В июле 2007 года за выдающиеся заслуги был посвящён в рыцари-бакалавры.